# Силайджич, Харис
Харис Силайджич (босн.  Haris Silajdžić, род. 1 октября 1945) — боснийский политический деятель. С ноября 2006 по октябрь 2010 — член Президиума Боснии и Герцеговины («коллективный глава государства») от боснийской общины.
С 1990 по 1993 год — министр иностранных дел, с 1993 по 1996 — премьер-министр Боснии и Герцеговины. Участник переговоров по Дейтонским соглашениям.
Учёный-исламовед. На выборах в октябре 2010 года баллотировался от боснийской общины, но набрал лишь 25 % голосов избирателей, проиграв Ф.Радончичу и Б.Изетбеговичу.
Последний действующий политик из находившихся у власти во время боснийской гражданской войны 1992—1995 годов.